# Colmen
Colmen – miejscowość i gmina we Francji, w regionie Grand Est, w departamencie Mozela.
Według danych na rok 1990 gminę zamieszkiwało 196 osób, a gęstość zaludnienia wynosiła 41 osób/km² (wśród 2335 gmin Lotaryngii Colmen plasuje się na 849. miejscu pod względem liczby ludności, natomiast pod względem powierzchni na miejscu 1030.).